# Středokluky
Obec Středokluky se nachází v okrese Praha-západ ve Středočeském kraji. Leží asi 15 km západně od středu Prahy, blízko letiště Praha-Ruzyně a dálnice D7. Žije zde přibližně 1 300 obyvatel. Obec má pravidelné autobusové spojení do Prahy a Kladna. V obci je škola a pošta a sídlí zde Nakladatelství a vydavatelství Zdeněk Susa.

## Název
MJ patří k starobylým mytebním jménům, jež svědčila o způsobu získávání kulturní pudy: v 2. části složeniny je st. kluky „nezkopaný pozemek, na němž jsou ještě kluky, tj. pařezy se spleti kořenů", v 1. části pak nejspíše sloveso štřídati, popr. prid. jm. střední. Místní jméno mohlo tedy znamenat buď „ves, kde se střídají nezkopané pozemky", anebo „ves vzniklá na středním nezkopaném pozemku". 

## Historie
První písemná zmínka o obci pochází z roku 1316, tvrz se zde připomíná roku 1399 a 1415 ji držel pražský měšťan Petr Meziříčský. Po stavovském povstání bylo panství zkonfiskováno Adamovi Bezdružickému z Kolovrat a dostal je 1623 Julius Jindřich kníže Saský. Roku 1645 bylo připojeno k Tuchoměřicům, barokní kostel se hřbitovem postavili pražští jezuité v letech 1719–1725.

### Územněsprávní začlenění
Dějiny územněsprávního začleňování zahrnují období od roku 1850 do současnosti. V chronologickém přehledu je uvedena územně administrativní příslušnost obce v roce, kdy ke změně došlo:
- 1850 země česká, kraj Praha, politický i soudní okres Smíchov[6]
- 1855 země česká, kraj Praha, soudní okres Smíchov
- 1868 země česká, politický i soudní okres Smíchov
- 1927 země česká, politický okres Praha-venkov, soudní okres Praha-západ[7]
- 1939 země česká, Oberlandrat Praha, politický okres Praha-venkov, soudní okres Praha-západ[8]
- 1942 země česká, Oberlandrat Praha, politický okres Praha-venkov-sever, soudní okres Praha-západ[9]
- 1945 země česká, správní okres Praha-venkov-sever, soudní okres Praha-západ[10]
- 1949 Pražský kraj, okres Praha-západ[11]
- 1960 Středočeský kraj, okres Praha-západ
- 2003 Středočeský kraj, obec s rozšířenou působností Černošice

### Rok 1932
V obci Středokluky (přísl. Černovičky, 775 obyvatel, poštovní úřad, telegrafní úřad, četnická stanice, 2 katol. kostely, Hospodářská odborná škola) byly v roce 1932 evidovány tyto živnosti a obchody: biograf Sokol, drogerie, 2 galanterie, 2 holiči, 5 hostinců, hotel, 3 koláři, konsum Kruh, 2 kováři, krejčí, 3 lakýrníci, malíř, 2 mlýny, obuvník, 2 pekaři, pila, pokrývač, porodní asistentka, povozník, 3 řezníci, 4 obchody se smíšeným zbožím, studnař , Okresní záložna hospodářská, 3 švadleny, trafika, truhlář, obchod s uhlím, velkostatek, zámečník, zednický mistr.

## Přírodní poměry
Přibližně podél severozápadní hranice katastrálního území protéká Zákolanský potok, jehož koryto a břehy jsou chráněné jako přírodní památka Zákolanský potok.

## Pamětihodnosti
- Kostel svatého Prokopa z let 1719–1721, obdélná barokní stavba s věží podle plánů F. M. Kaňky na místě staršího kostela. Uvnitř je cenné zařízení a řezby z konce 18. století. Kolem kostela je barokní hřbitovní zeď se čtyřmi kaplemi z roku 1725.
- Socha Anděla strážce na cestě k Černovičkám z 18. století.
- Socha svatého Jana Křtitele u kostela z 18. století.
- Sousoší svaté Ludmily a svatého Václava na kraji obce, varianta Braunova sousoší na Karlově mostě v Praze.[13]
- Kalingerův mlýn
- Kříž u dálnice D7 připomínající havárii autobusu v roce 1999[14]

## Černovičky

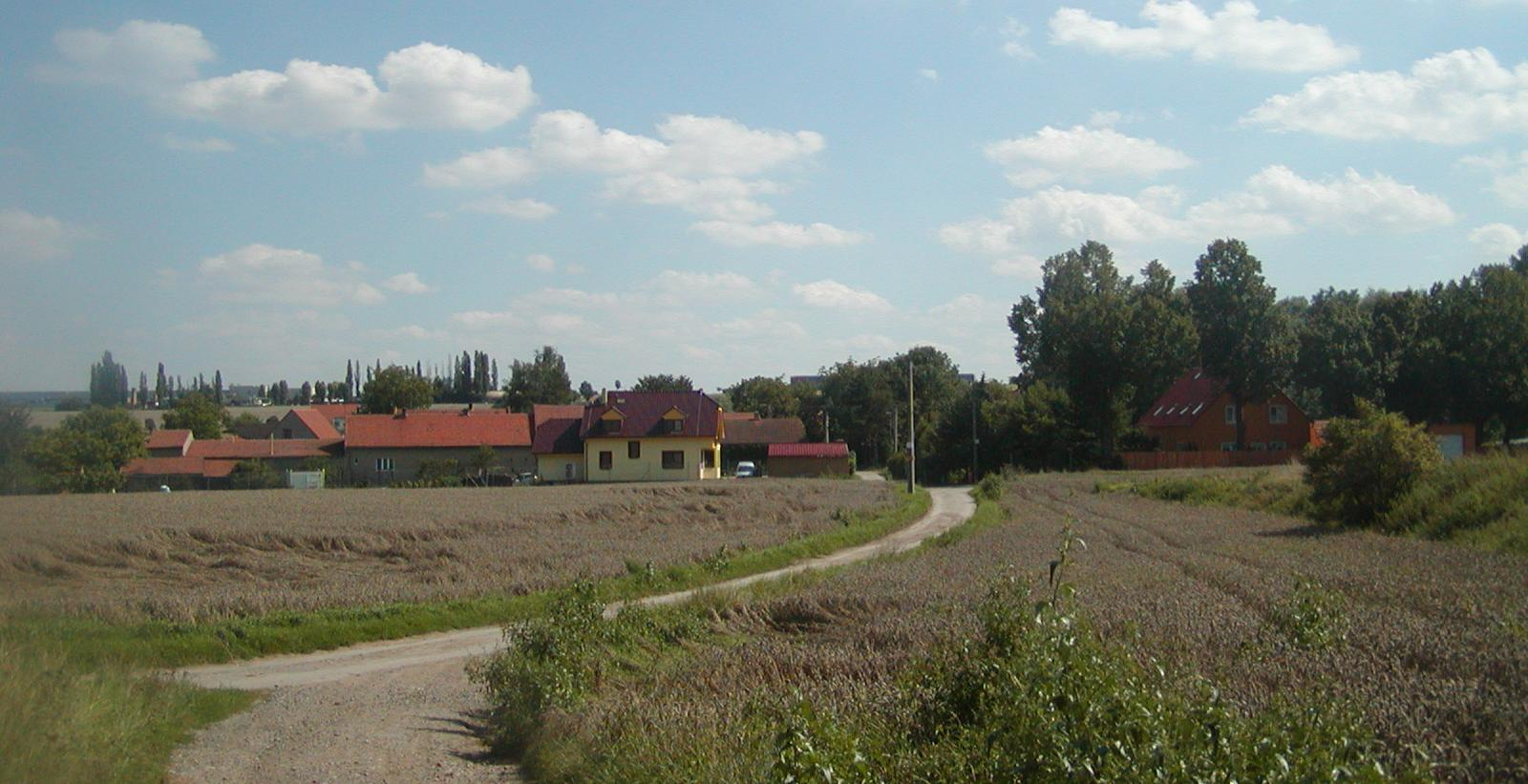
Černovičky

Pod Středokluky spadá i osada Černovičky s původně románským kostelem sv. Vavřince nad osadou. Černovičky se nacházejí asi 1 km na severovýchod od Středokluk a odděluje je od sebe dálnice D7.

## Doprava
Dopravní síť
- Pozemní komunikace – Územím obce vede dálnice D7 s exitem 5 (Středokluky). V roce 1999 zde došlo ke srážce linkového autobusu s nákladním automobilem (10 mrtvých a 27 zraněných), jedné z nejtragičtějších silničních nehod v Česku za uplynulá desetiletí.[15][16]
- Železnice – Okrajem katastrálního území (částí Nové Středokluky) prochází železniční trať Hostivice – Podlešín. Jde o jednokolejnou celostátní trať, doprava byla v tomto úseku zahájena roku 1873. Sousedící úsek směrem na Hostivici byl roku 1966 přeložen kvůli rozšíření ruzyňského letiště. Železniční stanice Středokluky je umístěna až na okraji zastavěného území sousední obce Kněževes. Je do ní zapojena vlečka ruzyňského letiště (zásobování leteckým palivem).

Veřejná doprava 2011
- Autobusová doprava – Z obce vedly autobusové linky např. do těchto cílů: Kladno (322, 323), Praha, Slaný, Smečno, Třebusice, Tuchoměřice, Unhošť.
- Železniční doprava – Ve stanici Středokluky v roce 2016 zastavovaly pouze v letním období o sobotách a nedělích 2 páry osobních vlaků.